# Salamunov pečat
Salamunov pečat  (pokosnica, stojka; lat. Polygonatum),  rod zeljastih trajnica s podankom iz porodice šparogovki. Postoji blizu 8o vrsta rasprostranjenih oi gotovo cijeloj Euroaziji i velikim dijelovima Sjeverne Amerike. U Hrvatskoj rastu mnogocvjetni Salamunov pečat (P. multiflorum), širokolisni Salamunov pečat (P. latifolium), pršljenasti Salamunov pečat (P. verticillatum) i ljekoviti Salamunov pečat (P. odoratum)
Salamunov pečat je i otrovan i ljekovit. ime mu dolazi po okruglastim ožiljcima na podanku nalik na salamunove pečate, dok latinski naziv Polygonatum dolazi od poly, mnogo i gony, koljeno, zbog mnogobrojnih koljenaca u korijenu.

## Vrste
1. Polygonatum acuminatifolium Kom.
2. Polygonatum adnatum S.Yun Liang
3. Polygonatum amabile Yatabe
4. Polygonatum angelicum Floden
5. Polygonatum annamense Floden
6. Polygonatum arisanense Hayata
7. Polygonatum autumnale Floden
8. Polygonatum × azegamii (Ohwi) M.N.Tamura
9. Polygonatum biflorum (Walter) Elliott
10. Polygonatum brevistylum Baker
11. Polygonatum × buschianum Tzvelev
12. Polygonatum campanulatum G.W.Hu
13. Polygonatum cathcartii Baker
14. Polygonatum chingshuishanianum S.S.Ying
15. Polygonatum cirrhifolium (Wall.) Royle
16. Polygonatum costatum Floden
17. Polygonatum cryptanthum H.Lév. & Vaniot
18. Polygonatum curvistylum Hua
19. Polygonatum cyrtonema Hua
20. Polygonatum × desoulavyi Kom.
21. Polygonatum × domonense Satake
22. Polygonatum falcatum A.Gray
23. Polygonatum filipes Merr. ex C.Jeffrey & McEwan
24. Polygonatum franchetii Hua
25. Polygonatum geminiflorum Decne.
26. Polygonatum glaberrimum K.Koch
27. Polygonatum gongshanense L.H.Zhao & X.J.He
28. Polygonatum govanianum Royle
29. Polygonatum graminifolium Hook.
30. Polygonatum grandicaule Y.S.Kim, B.U.Oh & C.G.Jang
31. Polygonatum griffithii Baker
32. Polygonatum hirtellum Hand.-Mazz.
33. Polygonatum hookeri Baker
34. Polygonatum humile Fisch. ex Maxim.
35. Polygonatum × hybridum Brügger
36. Polygonatum inflatum Kom.
37. Polygonatum infundiflorum Y.S.Kim, B.U.Oh & C.G.Jang
38. Polygonatum involucratum (Franch. & Sav.) Maxim.
39. Polygonatum jinzhaiense D.C.Zhang & J.Z.Shao
40. Polygonatum kingianum Collett & Hemsl.
41. Polygonatum × krylovii (Ameljcz. & Malachova) A.L.Ebel
42. Polygonatum lasianthum Maxim.
43. Polygonatum latifolium (Jacq.) Desf., širokolisni Salamunov pečat
44. Polygonatum leiboense S.C.Chen & D.Q.Liu
45. Polygonatum longistylum Y.Wan ex C.Z.Gao
46. Polygonatum luteoverrucosum Floden
47. Polygonatum macranthum (Maxim.) Koidz.
48. Polygonatum macropodum Turcz.
49. Polygonatum megaphyllum P.Y.Li
50. Polygonatum mengtzense F.T.Wang & Tang
51. Polygonatum multiflorum (L.) All., mnogocvjetni Salamunov pečat
52. Polygonatum nervulosum Baker
53. Polygonatum nodosum Hua
54. Polygonatum odoratum (Mill.) Druce, ljekoviti Salamunov pečat
55. Polygonatum omeiense Z.Y.Zhu
56. Polygonatum oppositifolium (Wall.) Royle
57. Polygonatum orientale Desf.
58. Polygonatum prattii Baker
59. Polygonatum × pseudopolyanthemum Miscz. ex Grossh.
60. Polygonatum pubescens (Willd.) Pursh
61. Polygonatum punctatum Royle ex Kunth
62. Polygonatum qinghaiense Z.L.Wu & Y.C.Yang
63. Polygonatum robustum (Korsh.) Nakai
64. Polygonatum roseum (Ledeb.) Kunth
65. Polygonatum sewerzowii Regel
66. Polygonatum sibiricum Redouté
67. Polygonatum singalilense H.Hara
68. Polygonatum sparsifolium F.T.Wang & Tang
69. Polygonatum stenophyllum Maxim.
70. Polygonatum stewartianum Diels
71. Polygonatum × tamaense H.Hara
72. Polygonatum tessellatum F.T.Wang & Tang
73. Polygonatum tsinlingense Tsui
74. Polygonatum undulatifolium Floden
75. Polygonatum urceolatum (J.M.H.Shaw) Floden
76. Polygonatum verticillatum (L.) All., pršljenasti Salamunov pečat
77. Polygonatum wardii F.T.Wang & Tang
78. Polygonatum yunnanense H.Lév.
79. Polygonatum zanlanscianense Pamp.
80. Polygonatum zhejiangensis X.J.Xue & H.Yao